# Cft
CFT (Cross File Transfer) é um antigo protocolo proprietário de transferência de ficheiros da empresa Axway Inc que ainda hoje é bastante usada, principalmente nos bancos franceses e nas empresas relacionadas com esse ramo.
No início, o CFT foi desenvolvido para o mainframe utilizando o X.25.
O cliente software pode ser adquirido na Axway e inclui uma licença que reforça os sistemas e o limites de transferência. Está disponível para Windows NT, Unix, VMS, MVS, GCOS, Netware, e AS400/iseries.

@Alexandre Manuel da Consceição